# 尤錫類
尤錫類（1546年—？），字孝徵，别號雲谷，直隸蘇州府長洲縣人，民籍，明朝政治人物。

## 生平
隆慶四年（1570年）庚午科應天府鄉試第七十八名。萬曆八年（1580年）會試第四十三名，登進士第二甲第五十四名進士。礼部觀政，本年养病，十年充顺天府乡试同考官，授刑部主事，十四年升员外郎，十五年升郎中，十六年（1588年）官真定府（今正定府）知府，抵制巡撫禮金之催。十九年調襄陽府，二十三年四月升雲南副使，丁憂归乡。二十七年復除貴州副使，整饬播州等处兵备，二十九年四月加贵州右参政，调新镇道，三十一年七月晋本省按察使，鎮壓楊應龍叛亂有功，三十三年十二月加贵州右布政使，照旧管事，三十七年七月改雲南左布政使，致仕归。

## 家族
曾祖尤楠；祖父尤紹烈；父尤至恒。母顧氏。慈侍下。弟錫範、錫綺。